# Thủy điện Cẩm Thủy 1
Thủy điện Cẩm Thủy 1 là thủy điện xây dựng trên dòng chính sông Mã tại vùng đất hai xã Cẩm Thành và Cẩm Lương, huyện Cẩm Thủy, tỉnh Thanh Hóa, Việt Nam .
Thủy điện Cẩm Thủy 1 có công suất 28,6 MW, sản lượng điện hàng năm 138 triệu KWh, khởi công tháng 10/2013, dự kiến hoàn thành tháng 12/2016 . Vì nhiều lý do, đến tháng 12/2018 mới có tổ máy 1 Thủy điện Cẩm Thủy 1 hòa lưới điện quốc gia .
Đập chính ở vị trí bờ phải tại phố Vạc xã Cẩm Thành, bờ trái tại thôn Kim Mẫn (Kim Mỗm) xã Cẩm Lương.

## Tác động môi trường dân sinh
"Suối cá thần" Cẩm Lương là một địa danh linh thiêng tại tỉnh Thanh Hoá, thu hút một lượng lớn du khách tới tham quan hằng năm. Thủy điện Cẩm Thủy 1 được xây dựng cách cầu vào tham quan suối này chừng 60 m phía thượng lưu, và được một số người coi là phá hỏng cảnh quan du lịch .
Khi thủy điện đang triển khai thì năm 2014 đã có vụ các hộ dân thôn Chợ xã Cẩm Bình, huyện Cẩm Thủy tố cáo trưởng thôn và cán bộ địa chính xã vòi tiền đền bù của dân, dẫn đến chính quyền phải xử lý .

## Chỉ dẫn
Tại Thanh Hóa có 14 dự án thủy điện nằm trong quy hoạch công bố 07/2015 :
1. Quy hoạch thủy điện vừa và lớn có 9 dự án là Trung Sơn (260 MW), Thành Sơn (30 MW), Hồi Xuân (102 MW), Bá Thước 1 (60 MW), Bá Thước 2 (80 MW), Cẩm Thủy 1 (28,6 MW), Cẩm Thủy 2 (32 MW), Cửa Đạt (97 MW) và Xuân Minh (15 MW).
2. Quy hoạch thủy điện nhỏ có 5 dự án là Trí Năng (3,6 MW), Dốc Cáy (15 MW), Sông Âm (13 MW), Bái Thượng (6 MW) và Tam Lư (7 MW).

Trước đó năm 2011 có 5 dự án đã được dự tính thu hồi , song năm 2015 một số dự án được khởi động lại.